# Apanthura xanthorrhoea
Apanthura xanthorrhoea är en kräftdjursart som beskrevs av Gary C.B. Poore och Lew Ton 1985. Apanthura xanthorrhoea ingår i släktet Apanthura och familjen Anthuridae. Inga underarter finns listade i Catalogue of Life.